# 银粉蔷薇
银粉蔷薇（学名：[Rosa anemoniflora] 错误：{{Lang}}：文本有斜体标记（帮助））为蔷薇科蔷薇属下的一个种。

## 扩展阅读
- 維基物種上的相關：银粉蔷薇